# Valea Teilor
Valea Teilor é uma comuna romena localizada no distrito de Tulcea, na região de Dobruja. A comuna possui uma área de 15.28 km² e sua população era de 1517 habitantes segundo o censo de 2007.